# Christoph Sanders
Christoph Sanders (Hendersonville, Carolina del Norte, 21 de abril de 1988) es un actor estadounidense, conocido por su papel como Ned Banks en la serie Ghost Whisperer, y por su papel como Kyle Anderson en la comedia Last Man Standing en ABC (2011-2017) y FOX (2018-2021).

## Primeros años
Sanders nació en Arden, Carolina del Norte y creció en la cercana Hendersonville, Carolina del Norte . Fue educado en casa y participó en actividades extracurriculares como el fútbol y los Boy Scouts of America . Continuó hasta alcanzar el rango más alto de exploración de Eagle Scout . Con respecto a la diferencia que hizo el Escultismo en su vida, Sanders dice, "cuando pasas tanto tiempo trabajando en algo, se convierte en parte de ti. Ser un Eagle Scout afecta tu perspectiva de tus semejantes". Mientras crecía, consideró la ingeniería como una carrera posible, tomó clases de dibujo en Blue Ridge Community College durante dos años y fue aceptado en UNC Wilmington , pero decidió que actuar era lo que quería hacer en su lugar.

### Vida personal
Sanders, un ávido amante de la naturaleza, disfruta de actividades como senderismo, acampada y surf. También se describe a sí mismo como "un gran cocinero

## Filmografía
- Talladega Nights: The Ballad of Ricky Bobby (2006) - Como Repartidor de pizza
- High School Musical 3: Senior Year (2008) - Como Guitarrista
- Hounddog (2008) - Como Hijo de Wooden
- Legally Blondes (2009) - Como Brad
- Lies in Plain Sight (2010) - Como Christian
- Big Kill	(2018) Como Jim Andrews
- Faith Based (2020)	Como Hoyt

## Televisión
- Family of the Year (2007) como Mark Anderson.
- Ghost Whisperer (2008-10) como Ned Banks.
- Pair of Kings (2010)
- Last Man Standing (2011-2017) como Kyle Anderson.